# Ацетон
Ацето́н (пропано́н, димети́лкето́н, пропано́н-2, химическая формула — C3H6O или CH3-C(=O)-CH3) — органическое вещество, относящееся к классу насыщенных кетонов.
Бесцветная летучая жидкость с характерным запахом. Неограниченно смешивается с водой и полярными органическими растворителями, ограниченно смешивается с неполярными растворителями.
Ценный промышленный растворитель. Благодаря низкой токсичности широко применяется в производстве лаков, взрывчатых веществ, лекарственных средств. Исходное соединение в многочисленных химических синтезах. В лабораторной практике ацетон применяют в качестве полярного апротонного растворителя, для приготовления охлаждающих смесей вместе с сухим льдом и аммиаком, а также для мытья химической посуды.
Ацетон является одним из продуктов метаболизма в живых организмах, в частности, в организме человека. Один из компонентов так называемых кетоновых тел, которых в крови здорового человека содержится крайне мало, однако при патологических состояниях (длительное голодание, тяжелая физическая нагрузка, тяжелая форма сахарного диабета) их концентрация может значительно повышаться и достигать 20 ммоль/л.

## Происхождение названия
Своё название ацетон получил от лат. acetum — «уксус». Это связано с тем, что ранее ацетон получали из ацетатов, а из самого ацетона получали синтетическую ледяную уксусную кислоту. В 1848 году немецкий профессор медицины и химии Леопольд Гмелин ввёл термин в официальное употребление, использовав старое немецкое слово Aketon (кетон, ацетон), которое также берёт корни от латинского «acetum».

## Открытие

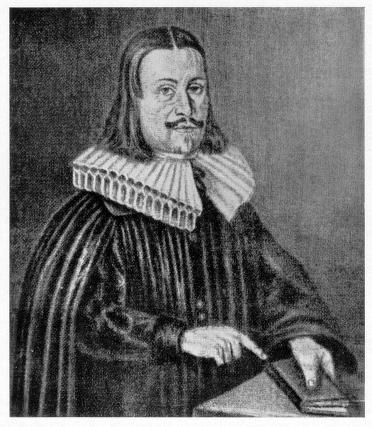
Андреас Либавиус, первооткрыватель ацетона

Один из простейших и в то же время важнейших из кетонов — ацетон — впервые выявлен в 1595 году немецким химиком Андреасом Либавием в процессе сухой перегонки ацетата свинца. Однако точно определить его природу и химический состав удалось только в 1832 году Жану-Батисту Дюма и Юстусу фон Либиху. До 1914 года ацетон получали практически исключительно коксованием древесины, однако повышенный спрос на него в годы Первой мировой войны (для производства хлорацетона — эффективного слезоточивого вещества) очень быстро стимулировал создание новых методов производства.

## Получение
Мировое производство ацетона составляет более 6,9 миллионов тонн в год (по данным на 2012 г.) и устойчиво растёт. В промышленности ацетон получают напрямую или косвенно из пропена.

### Старые методы
Старейший метод промышленного производства ацетона заключался в сухой перегонке ацетата кальция, который образуется при нейтрализации известью древесного уксуса, образующегося при коксовании древесины.
{\displaystyle {\ce {(CH3COO)2Ca ->[t] CH3COCH3 + CaCO3}}}.
Сейчас этот метод уже не применяется, так как ацетон в этом случае содержит слишком много примесей.
Известны также способы получения ацетона ацетоно-бутиловым брожением углеводов (крахмала, сахаров, меласса), вызываемым бактериями — клостридиями, в частности Clostridium acetobutylicum; в ходе брожения образуются ацетон и бутиловый или этиловый спирты. Ацетон и бутиловый спирт получают в мольном соотношении от 2:1 до 3:1. Метод характеризуется малыми выходами.
{\displaystyle {\ce {2C_6H_12O_6 -> CH_3COCH_3 + CH_3(CH_2)_3OH + 5CO_2 + 4H_2}}}.
В Германии в 1916 г. был запатентован процесс производства ацетона на основе уксусной кислоты. При 400 °C через контакты из церия пропускали уксусную кислоту:
Невозможно разобрать выражение (синтаксическая ошибка): {\displaystyle \ce{2CH_3COOH ->[{400^\circ,~\text{Ce}}] {CH_3COCH_3} + {CO_2} + {H_2O}}}
.
Ацетон также производили из ацетилена прямым синтезом:
{\displaystyle {\ce {2CH#CH + 3H2O -> CH3COCH3 + CO2 + 2H2}}}.
Ацетилен вступает во взаимодействие с водяным паром при 450 °C в присутствии катализаторов.

### Кумольный способ
Основную часть ацетона получают как сопродукт при получении фенола из бензола по кумольному способу. Процесс протекает в 3 стадии.
На первой стадии бензол алкилируют пропеном с получением изопропилбензола (кумола), на второй и третьей (реакция Удриса — Сергеева) полученный кумол окисляют кислородом воздуха до гидропероксида, который при действии серной кислоты разлагается на фенол и ацетон:
{\displaystyle {\mathsf {C_{6}H_{6}+CH_{3}CH{\text{=}}CH_{2}\longrightarrow C_{6}H_{5}CH(CH_{3})_{2}}}}
{\displaystyle {\mathsf {C_{6}H_{5}CH(CH_{3})_{2}+O_{2}\longrightarrow C_{6}H_{5}C(OOH)(CH_{3})_{2}}}}
{\displaystyle {\mathsf {C_{6}H_{5}C(OOH)(CH_{3})_{2}\longrightarrow C_{6}H_{5}OH+(CH_{3})_{2}CO}}}

### Из изопропанола
По данному методу изопропанол окисляют в паровой фазе при температурах 450—650 °C на катализаторе (металлические медь, серебро, никель, платина). Ацетон с высоким выходом (до 90 %) получают на катализаторе «серебро на пемзе» или на серебряной сетке:
{\displaystyle {\mathsf {(CH_{3})_{2}CH{\text{-}}OH+O_{2}\longrightarrow (CH_{3})_{2}CO+H_{2}O_{2}}}}

### Метод окисления пропена
Ацетон получают также прямым окислением пропена в жидкой фазе в присутствии PdCl2 в среде растворов солей Pd, Cu, Fe при температуре 50-120 °C и давлении 50-100 атм:
{\displaystyle {\mathsf {CH_{3}CH{\text{=}}CH_{2}+PdCl_{2}+H_{2}O\longrightarrow (CH_{3})_{2}CO+Pd+2HCl}}}
{\displaystyle {\mathsf {2Pd+4HCl+O_{2}\longrightarrow 2PdCl_{2}+2H_{2}O}}}

## Физические свойства
Ацетон — при н.у. бесцветная подвижная летучая жидкость с характерным резким запахом. Во всех соотношениях смешивается с водой, диэтиловым эфиром, бензолом, метанолом, этанолом, многими сложными эфирами и др.
Основные термодинамические свойства ацетона:
- Поверхностное натяжение (20 °C): 23,7 мН/м
- Стандартная энтальпия образования ΔH (298 К): −247,7 кДж/моль (ж)
- Стандартная энтропия образования S (298 К): 200 Дж/моль·K (ж)
- Стандартная мольная теплоемкость Cp (298 К): 125 Дж/моль·K (ж)
- Энтальпия плавления ΔHпл: 5,69 кДж/моль
- Энтальпия кипения ΔHкип: 29,1 кДж/моль
- Теплота сгорания Qp: 1829,4 кДж/моль
- Критическое давление: 4,7 МПа
- Критическая плотность: 0,273 г/см3
- Динамическая вязкость:
  - 0,36 мПа·с (10 °C)
  - 0,295 мПа·с (25 °C)
  - 0,28 мПа·с (41 °C)

Термохимические свойства:
- Температура вспышки в воздухе[3]: (-20 °C)[2]
- Температура самовоспламенения на воздухе[3][4]: 465 °C
- Пределы взрывоопасных концентраций[3]: 2,6-12,8 %

Прочие свойства:
- Показатель преломления (для D-линии натрия):
  - 1,3591 (20 °C)
  - 1,3588 (25 °C)
- Показатель электролитической диссоциации: pKa = 20 (20 °C, вода)
- Диэлектрическая проницаемость (20 °C): 20,9
- Дипольный момент молекулы (20 °C): 2,84 Д

Ацетон хорошо растворяет многие органические вещества, в частности, ацетил- и нитроцеллюлозы, воски, алкалоиды и др., а также ряд солей.

## Химические свойства

### Окислительно-восстановительные реакции
Восстанавливается амальгамами магния или цинка до пинакона:
{\displaystyle {\mathsf {2(CH_{3})_{2}CO{\xrightarrow {Zn}}(CH_{3})_{2}C(OH)C(OH)(CH_{3})_{2}}}}
или

Окисляет вторичные спирты в кетоны в присутствии алклголятов алюминия (трет-бутилата алюминия, изопропилата алюминия) - см. реакция Оппенауэра)
При использовании большого избытка ацетона реакция смещается вправо.
Хромовый ангидрид окисляет ацетон до углекислого газа и воды. Ацетон реагирует с аммиаком и водородом в присутствии никеля или меди с образованием аминов:
{\displaystyle \mathrm {CH_{3}{-}CO{-}CH_{3}+NH_{3}+H_{2}{\xrightarrow {Ni}}\ CH_{3}-CH(NH_{2})-CH_{3}+H_{2}O} }
Обычно реакция протекает при температуре 125-175 °C и давлении 5-10 атмосфер.

### Присоединение нуклеофилов к карбонильной группе
Ацетон является одним из наиболее реакционноспособных кетонов. Так, он один из немногих кетонов образует бисульфитное соединение:
{\displaystyle {\mathsf {(CH_{3})_{2}CO+NaHSO_{3}\longrightarrow (CH_{3})_{2}C(OH)SO_{3}Na}}}
Ацетон легко присоединяет циановодород с образованием ацетонциангидрина:
{\displaystyle {\mathsf {(CH_{3})_{2}CO+HCN\longrightarrow (CH_{3})_{2}C(OH)CN}}}
Аналогично ацетон присоединяет хлороформ, образуя хлорэтон, который используется в качестве антисептика:
{\displaystyle {\mathsf {(CH_{3})_{2}CO+CHCl3\longrightarrow (CH_{3})_{2}C(OH)CCl3}}}
Под действием перекиси водорода на ацетон в кислой среде происходит нуклеофильное присоединение к карбонильной группе с дальнейшим образованием димерных или тримерных пероксидов (перекись ацетона):
При взаимодействии с персульфатами в слабощелочной среде продуктом присоединения является диметилдиоксиран:

### Реакции альфа-позиции
Значительная часть реакций замещения по альфа-позиции обусловлена енолизацией ацетона с дальнейшей реакцией енола или енолята по механизму присоединения-отщепления:
При воздействии ацетона на металлический натрий или амид натрия образуется ацетоннатрий, натриевая соль изопропенилового спирта:
{\displaystyle \mathrm {2CH_{3}{-}CO{-}CH_{3}+2Na\longrightarrow 2CH_{2}{=}C(ONa){-}CH_{3}+H_{2}} }
{\displaystyle \mathrm {CH_{3}{-}CO{-}CH_{3}+NH_{2}Na\longrightarrow CH_{2}{=}C(ONa){-}CH_{3}+NH_{3}} }
Атомы водорода в ацетоне легко замещаются на галогены. Под действием хлора и иода в присутствии щёлочи образуются, соответственно хлороформ и йодоформ (галоформная реакция). Реакция идет через образование в щелочной среде енолята 
{\displaystyle {\ce {(CH3)2CO + OH- -> CH3C(O- )=CH2}}}
который далее галогенируется по двойной связи с отщеплением галоводорода:
{\displaystyle {\ce {CH3C(O- )=CH2 + Hal2 -> CH3C(=O)CH2Hal + Hal-}}}
Моногалогенацетон затем опять енолизуется щелочью, при этом за счет индуктивного эффекта галогена отщепление водорода происходит от галогенированного атома, после чего галогененод повторно галогенируется:
{\displaystyle {\ce {CH3C(O- )=CHal2 + Hal2 -> CH3C(=O)CHal3 + Hal-}}}
На последней стадии происходит отщепление галоформа от тригалогенацетона:
{\displaystyle {\ce {CH3-CO-CHal3}}} + {\displaystyle {\ce {NaOH -> CHHal3 + CH3COONa}}}

### Реакции конденсации
В щелочной среде вступает в альдольную самоконденсацию, с образованием диацетонового спирта:
{\displaystyle {\mathsf {2(CH_{3})_{2}CO{\xrightarrow {OH^{-}}}(CH_{3})_{2}C(OH)CH_{2}C(O)CH_{3}}}}
При кротоновой самоконденсации ацетон образует сначала окись мезитила, а затем форон:
При конденсации трёх молекул ацетона под действием концентрированной серной или соляной кислоты образуется симметричный триметилбензол (мезитилен):

### Прочие реакции
При пиролизе (700 °C) образует кетен:
{\displaystyle {\mathsf {(CH_{3})_{2}CO\longrightarrow CH_{2}{\text{=}}C{\text{=}}O+CH_{4}}}}

### Обнаружение
В химико-токсикологическом анализе для обнаружения ацетона применяют реакции с растворами йода, нитропруссида натрия, фурфурола, ο-нитробензальдегида и метод микродиффузии.
Реакция на образование йодоформа.
При взаимодействии ацетона с раствором йода в щелочной среде образуется трииодметан (йодоформ):
{\displaystyle {\mathsf {\ I_{2}+2OH^{-}\longrightarrow \ IO^{-}+I^{-}+H_{2}O}}}
{\displaystyle {\mathsf {\ 3IO^{-}+CH_{3}COCH_{3}\longrightarrow \ I_{3}C{\text{-}}CO{\text{-}}CH_{3}+3OH^{-}}}}
{\displaystyle {\mathsf {\ I_{3}C{\text{-}}CO{\text{-}}CH_{3}+OH^{-}\longrightarrow \ CHI_{3}+CH_{3}COO^{-}}}}
К 1 мл исследуемого раствора прибавляют 1 мл 10%-го раствора аммиака и несколько капель раствора йода в йодиде калия (йодной настойки). В присутствии йода образуется жёлтый осадок трииодметана с характерным запахом, а его кристаллы имеют характерную гексалучевую форму. Предел обнаружения — 0,1 мг ацетона в пробе.
Реакция с нитропруссидом натрия (проба Легаля).
Ацетон с нитропруссидом натрия в щелочной среде дает интенсивно-красную окраску. При подкислении уксусной кислотой окраска переходит в красно-фиолетовую. Кетоны, в молекулах которых отсутствуют метильные группы, непосредственно связанные с кетоновыми (СО—) группами, не дают такой реакции. Соответственно такие кетоны как метилэтилкетон, метилпропилкетон и другие — также дадут красную окраску с нитропруссидом.
{\displaystyle {\mathsf {\ CH_{3}COCH_{3}+Na_{2}[Fe(CN)_{5}NO]+2NaOH\longrightarrow \ Na_{4}[Fe(CN)_{5}ON{\text{=}}CHCOCH_{3}]+2H_{2}O}}}
К 1 мл исследуемого раствора прибавляют 1 мл 10%-го раствора гидроксида натрия и 5 капель 1%-го свежеприготовленного раствора нитропруссида натрия. При наличии ацетона в пробе появляется красная или оранжево-красная окраска. При прибавлении 10%-го раствора уксусной кислоты до кислой реакции через несколько минут окраска переходит в красно-фиолетовую или вишнёво-красную. Следует заметить, что бутанон дает аналогичную окраску с нитропруссидом натрия.

## Применение
Ацетон применяется как сырьё для синтеза многих важных химических продуктов, таких как уксусный ангидрид, кетен, диацетоновый спирт, окись мезитила, метилизобутилкетон, метилметакрилат, дифенилпропан, изофорон, бисфенол А и так далее; пример:
{\displaystyle {\mathsf {(CH_{3})_{2}CO+2C_{6}H_{5}OH\longrightarrow (CH_{3})_{2}C(C_{6}H_{4}OH)_{2}}}}
Последний широко применяется при синтезе поликарбонатов, полиуретанов и эпоксидных смол.
Ацетон также является популярным растворителем. В частности он используется как растворитель
- в производстве лаков;
- в производстве взрывчатых веществ;
- в производстве лекарственных препаратов;
- в составе клея для киноплёнок как растворитель ацетата целлюлозы и целлулоида[19];
- компонент для очистки поверхностей в различных производственных процессах;
- как очиститель инструмента и поверхностей от монтажной пены — в аэрозольных баллонах.

Без ацетона невозможно хранить в компактном (сжиженном и в баллоне) состоянии ацетилен, который под давлением в чистом виде крайне взрывоопасен. Для этого используют ёмкости с пористым материалом, пропитанным ацетоном. 1 литр ацетона растворяет до 250 литров ацетилена.
Ацетон используется также при экстракции многих растительных веществ.

### Лабораторное применение
В органической химии ацетон применяется в качестве полярного апротонного растворителя, в частности, в реакции алкилирования
{\displaystyle {\mathsf {ArOH+RCl+K_{2}CO_{3}\longrightarrow ArOR+KCl+KHCO_{3}}}}
для окисления спиртов в присутствии алкоголятов алюминия по Оппенауэру
{\displaystyle {\mathsf {RR'CH{\text{-}}OH+(CH_{3})_{2}CO\longrightarrow RR'CO+(CH_{3})_{2}CH{\text{-}}OH}}}
Ацетон применяется для приготовления охлаждающих бань в смеси с «сухим льдом» и жидким аммиаком (охлаждает до температуры −78 °C).
В лабораториях используется для мытья химической посуды благодаря низкой цене, малой токсичности, высокой летучести и лёгкой растворимости в воде, а также для быстрой сушки посуды и неорганических веществ.

#### Очистка
Технический ацетон обычно содержит воду, иногда — спирт и другие восстановители. Проба на присутствие восстановителей:
К 10 мл ацетона прибавляют 1 каплю раствора перманганата калия (1:1000); после 15 мин. при 15 °C не должно наблюдаться значительного посветления окраски.
Сушат ацетон безводным поташом (около 5 % от веса ацетона), нагревая смесь в течение нескольких часов с обратным холодильником, переливают в другую колбу и перегоняют над свежим осушителем. Металлический натрий и щёлочи непригодны для сушки ацетона.
Для использования в качестве растворителя при окислении органических веществ перманганатом калия ацетон перегоняют в присутствии небольшого количества перманганата калия (до устойчивой фиолетовой окраски раствора), при этом для удаления воды добавляют безводный поташ.

Очень чистый ацетон получают разложением аддукта ацетона и бисульфита натрия либо продукта присоединения ацетона и иодистого натрия:
В 440 мл сухого свежеперегнанного ацетона растворяют при нагревании на водяной бане 100 г безводного иодистого натрия. Образующийся раствор охлаждают до −8 °C и аддукт {\displaystyle {\ce {NaI*3C3H6O}}} отделяют отсасыванием. При нагревании аддукт разлагается, освобождающийся ацетон отгоняют, сушат безводным хлористым кальцием и снова перегоняют, защищая от влаги воздуха.

## Пожароопасность
Одна из основных опасностей при работе с ацетоном — его лёгкая воспламеняемость. Температура самовоспламенения +465°C, температура вспышки −20°C. Воздушные смеси, содержащие от 2,5% до 12,8% (по объёму), взрывоопасны. С этим необходимо считаться, так как ацетон быстро испаряется, и образующееся облако может распространиться до места воспламенения (нагрев или искра) вдали от места работы с ним.

## Метаболизм
Ацетон является естественным метаболитом, производимым организмами млекопитающих, в том числе и человеческим организмом. В крови в норме содержится 1—2 мг/100 мл ацетона, в суточном количестве мочи — 0,01—0,03 г. Некоторое количество ацетона превращается в оксид углерода (IV), который выделяется с выдыхаемым воздухом, некоторое — с мочой и выделениями кожи. В медицине ацетон относят к кетоновым телам. Нарушение нормального метаболизма, например, при сахарном диабете, приводит к так называемой ацетонурии — избыточному образованию и выведению ацетона.

## Токсичность
Ацетон токсичен. По данным ПДК ацетона составляет 200 мг/м³ (среднесменная за 8 часов) и 800 мг/м³ (максимально разовая). По данным ряда исследований, например средний порог восприятия запаха был в ~3 раза выше чем максимально разовая ПДК, и в ~12 раз выше среднесменной ПДК. При этом у части работников порог был значительно выше среднего значения (например, более 30 и 120 ПДК соответственно). В исследовании среднее значение порога восприятия запаха было ещё выше — 11 000 ppm (28 000 мг/м3), что превышает среднесменную ПДК в 140 раз.
Ацетон ядовит, но относится к малоопасным веществам (класс опасности IV, категория безопасности для здоровья по NFPA — 1). Сильно раздражает слизистые оболочки: длительное вдыхание больших концентраций паров[прояснить] приводит к возникновению воспаления слизистых оболочек, отёку лёгких и токсической пневмонии. Пары оказывают слабое наркотическое действие, сопровождаемое, чаще всего, дисфорией. При попадании внутрь вызывает состояние опьянения, сопровождаемое слабостью и головокружением, нередко — болями в животе; в существенных количествах возникает выраженная интоксикация, хотя, как правило, отравления ацетоном не смертельны. Возможно поражение печени (токсический гепатит), почек (уменьшение диуреза, появление крови и белка в моче) и коматозное состояние. При ингаляционном воздействии ацетон выводится гораздо медленнее (в течение нескольких часов), чем поступает, и поэтому может накапливаться в организме.

## Правовой статус
Ацетон, в концентрации более 60%, в России входит в таблицу III спиcка IV «Перечня наркотических средств, психотропных веществ и их прекурсоров» и его оборот подлежит контролю. При работе в лаборатории с ацетоном операции, в которых он расходуется, должны вноситься в специальный «Журнал регистрации операций, при которых изменяется количество прекурсоров наркотических средств и психотропных веществ».